# Aldus (lettertype)
Aldus is een lettertype met schreef dat in 1954 ontwikkeld werd door Hermann Zapf. Het is vernoemd naar de Venetiaanse drukker Aldus Manutius.
Het lettertype wordt uitgegeven door de Duitse lettergieterij Stempel en behoort tot de meest gebruikte lettertypen ter wereld.
De Aldus, waaraan Zapf de naam Palatino Book wilde geven, moest dienen als aanvulling op de Palatino, maar heeft een kleinere lijndikte, een ruimere pons (binnenruimte) en is geschikter voor tekst in een kleiner korps.